# 응우옌푹미엔방
응우옌푹미엔방(베트남어: Nguyễn Phúc Miên Bàng / 阮福綿㝑 완복면방, 1838년 6월 5일 ~ 1902년 8월 19일), 또는 응우옌푹미엔프엉(베트남어: Nguyễn Phúc Miên Phương / 阮福綿㝑 완복면팽)은 응우옌 왕조의 황족이다. 민망 황제의 76번째 아들로, 생모는 여빈(麗嬪) 응우옌티투이쭉(阮氏翠竹)이다.

## 생애
민망 19년 음력 윤4월 13일(1838년 6월 5일), 후에 황성에서 태어났다.
뜨득 11년(1858년) 음력 1월, 안천군공(베트남어: An Xuyên Quận Công / 安川郡公)으로 봉해졌다.
동카인 을유년(1885년), 천국공(베트남어: Xuyên Quốc Công / 川國公)으로 진봉되었고, 존인부우존인(尊人府右尊人)을 겸섭하였다.
타인타이 4년(1892년) 음력 8월, 본인 소속의 후병(候兵)이 장작을 팰 때 사람 2명을 연달아 살해한 것으로 인해 안천군공(베트남어: An Xuyên Quận Công / 安川郡公)으로 강봉되었고, 존인부 직무를 겸하는 것이 정지되었으며, 또한 절경(節慶)의 전례에 참여하는 것이 허락되지 않았다.
타인타이 5년(1893년) 음력 8월, 과오를 후회함이 있어서 천국공(베트남어: Xuyên Quốc Công / 川國公)으로 복작되었다.
타인타이 8년(1896년), 안천공(베트남어: An Xuyên Công / 安川公)으로 진봉되었다.
타인타이 9년(1897년), 존인부좌존인(尊人府左尊人)을 맡았다.
타인타이 10년(1898년) 음력 2월, 안천군왕(베트남어: An Xuyên Quận Vương / 安川郡王)으로 진봉되었다.
타인타이 14년 음력 7월 16일(1902년 8월 19일), 사망하니 향년 65세였다. 시호를 단공(端恭)이라 하였다. 같은 해 음력 8월, 타인타이 황제가 그를 안천왕(베트남어: An Xuyên Vương / 安川王)으로 추봉하였다.

## 자녀
아들 9명과 딸 6명을 두었다. 후예들이 피(皮) 자부(字部)를 하사받고 그에 따라 이름을 지었다.
- 응우옌푹홍도(阮福洪𥀁)[8]
- 응우옌푹홍바(阮福洪波)[8]
- 응우옌푹홍트억(阮福洪皵)[8]
- 응우옌푹홍응아오(阮福洪㿰) - 안수정후(安壽亭侯)에 은봉(恩封)되었다.

## 참고 문헌
- 《완복족세보(阮福族世譜)》
- 《대남실록(大南實錄)》정편(正編) 제6기(第六紀) 부편(附編)
- 완조세계(阮朝世系)